# Bruneck
Bruneck (tyskt uttal: [ˈbrunɛk]
 ( lyssna), italienska: Brunico [bruˈniːko] eller [ˈbruːniko], ladinska: Bornech eller Burnech) är en stad och kommun i provinsen Sydtyrolen i regionen Trentino-Sydtyrolen i norra Italien. Den är belägen i Pustertal, cirka 35 kilometer öster om Brixen. Kommunen har 17 124 invånare (2024), på en yta av 45,00 km². Enligt 2024 års folkräkning talar 78,71 % av befolkningen tyska, 19,31 % italienska och 1,98 % ladinska som modersmål.

## Orter
Orter (località) i kommunen Bruneck med fler än 20 invånare (inom parentes invånarantal 2021):

- Bruneck/Brunico (13 524)
- Reischach/Riscone (1 801)
- Dietenheim/Teodone (867)
- Aufhofen/Villa Santa Caterina (333)
- Luns/Lunes (63)
- Reiperting/Riopratino (102)

## Kända personer från Bruneck
- Christof Innerhofer, alpin skidåkare
- Manfred Mölgg, alpin skidåkare
- Manuela Mölgg, alpin skidåkare
- Dorothea Wierer, skidskytt